# Damrongia
Damrongia, rod gesnerijevki iz podtribusa Loxocarpinae, dio tribusa Trichosporeae. Sastoji se od 11 vrsta iz Tajlanda i poluotočne Malezije.
Rod je opisan u Bulletin of Miscellaneous Information, Royal Gardens, Kew 1918(10): 364. 1918.,

## Opis
Vrste iz ovog roda nekada su se nalazile u Chirita sekciji Chirita. Pretpostavlja se da pripadaju skupini azijskih rodova s uvijenim plodovima iako je to svojstvo izgubljeno u većini vrsta Damrongia. Niti jedna od prijašnjih Chirita vrsta nije se uzgajala sve do nedavno, a i dalje je rijedak rod.
Jedna vrsta koja se neko vrijeme uzgaja kao Streptocarpus orientalis je Damrongia orientalis, koju su Puglisi et al. 2016. prenijeli u Damrongiju.

## Vrste
1. Damrongia burmanica (Craib) C.Puglisi
2. Damrongia clarkeana (Hemsl.) C.Puglisi
3. Damrongia cyanea (Ridl.) D.J.Middleton & A.Weber
4. Damrongia fulva (Barnett) D.J.Middleton & A.Weber
5. Damrongia integra (Barnett) D.J.Middleton & A.Weber
6. Damrongia lacunosa (Hook.fil.) D.J.Middleton & A.Weber
7. Damrongia orientalis (Craib) C.Puglisi
8. Damrongia purpureolineata Kerr ex Craib
9. Damrongia sumatrana (B.L.Burtt) C.Puglisi
10. Damrongia tribounii C.Puglisi
11. Damrongia trisepala (Barnett) D.J.Middleton & A.Weber